# 伊萬尼夫卡 (布拉茨凱市鎮)
47°47′45″N 31°40′6″E / 47.79583°N 31.66833°E
伊萬尼夫卡（烏克蘭語：Іванівка）是位於烏克蘭南部的村莊，由尼古拉耶夫州沃茲涅先斯克區的布拉茨凱市鎮負責管轄。該村始建於1964年，面積1.7平方公里，海拔高度125米，2001年人口1,964，人口密度每平方公里1,155.3人。